# Prosotas
Prosotas is een geslacht van vlinders van de familie van de Lycaenidae (kleine pages, vuurvlinders en blauwtjes), uit de onderfamilie van de Polyommatinae (blauwtjes).

## Soorten
- P. aluta (Druce, 1873)
- P. atra Tite, 1963
- P. bhutea (De Nicéville, 1884)
- P. datarica (Snellen, 1892)
- P. dubiosa (Semper, 1879)
- P. elsa (Grose-Smith, 1895)
- P. ella Toxopeus, 1930
- P. felderi (Murray, 1874)
- P. gracilis (Röber, 1886)
- P. lutea (Martin, 1895)
- P. maputi (Semper, 1889)
- P. nelides (De Nicéville, 1895)
- P. nora (Felder, 1860)
- P. noreia (Felder, 1868)
- P. norina Toxopeus, 1929
- P. papuana Tite, 1963
- P. pia Toxopeus, 1929
- P. talesa Tite, 1963